# Gaio Calpurnio Pisone (console 67 a.C.)
Gaio Calpurnio Pisone  (in latino Gaius Calpurnius Piso; fl. II secolo a.C.) è stato un politico e generale romano.

## Biografia
Esponente di una delle gens più importanti della Roma repubblicana ed esponente di rilievo del partito aristocratico, fu eletto console nel 67 a.C. con Manio Acilio Glabrione. Nel suo ruolo di console si oppose tenacemente alla lex Gabinia, proposta dal tribuno Aulo Gabinio, con la quale venivano dati a Pompeo poteri straordinari e il comando di una grande forza armata per condurre la guerra contro i pirati. Pisone si spinse oltre tutti gli altri, arrivando a minacciare anche Pompeo, dicendo che, se voleva emulare Romolo, avrebbe anche fatto la fine di Romolo. Per questa sua uscita imprudente corse addirittura il rischi di essere linciato dal popolo, fortemente favorevole a Pompeo.
Nonostante l'opposizione, la legge fu approvata, ma poco dopo gli ordini emanati da Pompeo in Gallia Narbonese non furono applicati, probabilmente causa gli intrighi di Pisone e del partito aristocratico. Gabinio propose addirittura di far dimettere Pisone, ma Pompeo preferì non far precipitare la situazione.
Contemporaneamente Gaio Cornelio, l'altro tribuno, propose una serie di leggi per eliminare gli abusi della aristocrazia. A tutte queste iniziative Pisone rispose con la massima veemenza,
Nel 67 a.C. e nel 66 a.C. fu proconsole nella provincia della Gallia Narbonese e riuscì a sopprimere una rivolta degli Allobrogi. Nel governo della provincia si comportò né più né meno come gli altri governatori, per cui nel 63 a.C. fu accusato di malversazioni contro gli Allobrogi e di aver condannato ingiustamente a morte uno di loro. Sembra che l'accusa contro la condanna a morte del gallo fosse stata fatta su istigazione di Giulio Cesare; per tale motivo Pisone chiese a Cicerone di difenderlo ed, anzi, lo implorò di accusare Cesare di aver fatto parte della congiura di Catilina, ma Cicerone si limitò solo alla sua difesa.
Pisone morì prima dello scoppio della guerra civile, anche se non ci sono informazioni precise relative all'anno.
Cicerone lo definisce un abile oratore .